# Tregrug Castle
Tregrug Castle (walisisk: Castell Tregrug) eller Llangibby Castle er ruinen af en middelalderborg i Monmouthshire, Wales, omkring 1,5 km nord for landsbyen Llangybi, tæt ved bosættelsen Tregrug.
Borgen synes at erstattet en tidligere normannisk motte-and-bailey, der først bliver nævnt i optegnelser fra 1262. Den ligger på toppn af en højderyg. Arkæologiske udgravniger tyder på at den har været opført som et jagtslot frem for et forsvarsværk. Den var gået i forfald i 1500-tallet, men uner den engelske borgerkrig blev den genbefæstet og der var garnison på Tregrug Castle. Den blev ødelagti slutningen af krigen.
I dag er en stor del af mure bevaret. Den måler omkring 164 x 78 m, og er omgivet af voldgrave. Størrelsen på det omsluttede område gør den til en af de største i England og Wales, som kun er omgivet af én mur.